# Пётр VII Казак
Пётр VII Казак (молд. Петру VII Казакул; умер 1592) — господарь Молдавского княжества с августа по 25 октября 1592 года.

## История
Данные о его происхождении являются неопределёнными. Считается, что он был незаконнорождённым сыном Александра Лэпушняну. Захватил власть после Александра Злого при поддержке Польши.
Своё прозвище «Казак» получил за хорошие отношения с запорожскими казаками, которые оказывали ему поддержку.
Согласно сохранившимся документам, в частности, переписке, господарь поддерживал отношения с королём Филиппом II Испанским, австрийскими Габсбургами, Османским двором Мурада III и польским великим коронным гетманом Яном Замойским.
Правление Пётра VII Казака вызывало недовольство Османской Порты, рассматривавшей Молдавское княжество как сферу своих интересов, тем более, что новый господарь попытался создать антиосманскую лигу, направив соответствующие предложения полякам, а также трансильванскому князю Жигмонду Батори.
По приказу султана, против Петра были посланы войска из Трансильвании и Турции. Отряд в 2 тысячи человек во главе с военачальником Гаспаром Сибриком продвигался с востока, а с южного направления наступал Арон Тиран с армейским корпусом бейлербея Румелии под началом Вели-Аги.
Пётр оттеснил интервентов на восточном фронте, призвал на помощь казаков и выдвинулся, чтобы дать отпор туркам на юге, однако, после повторного нападения Сибрика с востока 11-12 октября 1592, скрывается в Яссах и стремится оказывать сопротивление в близлежащих лесах.
Несмотря на интенсивные действия господаря, его удалось пленить, после чего он был отправлен в Константинополь и казнён через удушение 25 октября 1592.
На молдавский престол снова взошёл Арон Тиран, назначенный 18 сентября 1592 господарем Молдавского княжества.